# Wilhelm Roux

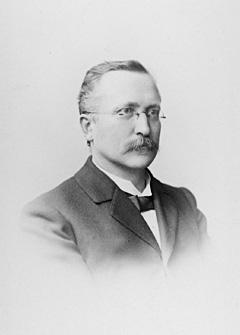
Wilhelm Roux, Anfang des 20. Jahrhunderts

Wilhelm Roux (* 9. Juni 1850 in Jena; † 15. September 1924 in Halle (Saale)) war ein deutscher Anatom sowie Embryologe und Entwicklungsbiologe.

## Leben
Wilhelm Roux war ein Sohn des Jenaer Universitätsfechtmeisters Friedrich August Wilhelm Ludwig Roux, Nachkomme des Réfugié François Roux, und seiner zweiten Ehefrau Clothilde Roux, geborene Baumbach. Er wuchs in Jena auf und besuchte die Oberrealschule in Meiningen. Er studierte ab 1870 in Jena, Berlin und Straßburg Medizin. Unterbrochen zunächst 1870/71 durch den Militärdienst, setzte er um 1873 sein Studium in Jena fort und absolvierte dort 1877/1878 das Medizinische Staatsexamen. Wissenschaftlich geprägt worden war er während seiner Studienzeit von Ernst Haeckel, Rudolf Virchow sowie Friedrich Daniel Recklinghausen.
Gustav Schwalbe regte ihn zu kausal-morphologischen Untersuchungen an, aus denen die Dissertation Die Verzweigungen der Blutgefäße (1878) hervorging. Roux erweiterte die vergleichende entwicklungsgeschichtliche Morphologie der Gegenbaur-Schule durch die Analyse der Ursachen bestimmter Formgestaltungen. Roux benannte seine kausal-analytische Erforschung der Individualentwicklung der Organismen mit dem ihm von dem Physiologen Rudolf Heidenhain vorgeschlagenen Wort „Entwicklungsmechanik“, wobei „Mechanik“ hier nicht physikalisch, sondern als ein  philosophischer Begriff zu verstehen ist, der alles kausal bedingte Geschehen umfasst.
Er stellte fest, dass die Gefäße der Leber durch die hämodynamischen Kräfte des Blutstromes geformt werden. Daraus leitete Roux das Prinzip der funktionellen Anpassung ab (siehe Reizstufenregel, auch Roux-Prinzip genannt). Programmatisch für die neue Richtung wurde seine Schrift Der Kampf der Teile im Organismus (1881), in der er den Darwinschen Kampf ums Dasein auf die intraorganismischen Beziehungen der Zellen und Gewebe übertrug.
Durch Analysen hochgradig funktionell bedingter Organgestaltungen (unter anderem Knochenbälkchen im Oberschenkelhalsknochen, Schwanzflosse des Delphins) gelang ihm der Nachweis einer Physiologie der Formbildung, womit er die Arbeiten Georg Hermann von Meyers, Julius Wolffs und August Raubers zur Begründung der funktionellen Orthopädie fortführte. Diese Arbeiten Roux fielen in seine Breslauer Jahre, wo er von 1879 bis 1889 wirkte, zuletzt als Direktor des auf Friedrich Althoffs Veranlassung eigens für Roux gegründeten Instituts für Entwicklungsgeschichte und Entwicklungsmechanik.

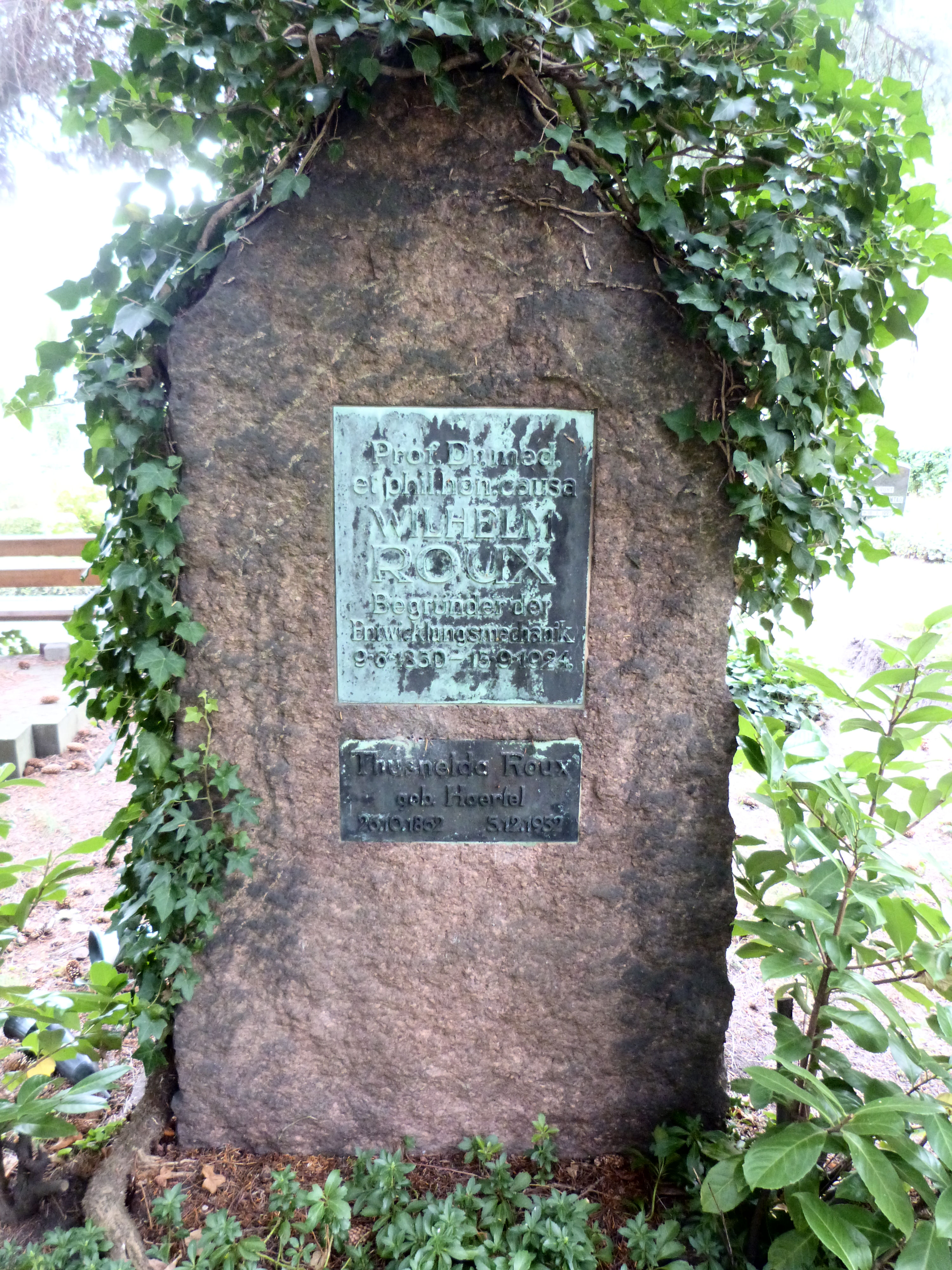
Grab von Wilhelm Roux auf dem Laurentius-Friedhof in Halle (Saale)

Im Jahr 1889 folgte er einem Ruf nach Innsbruck. 1895 ging Roux als Professor und Direktor des Anatomischen Instituts nach Halle, wo er 1924 an den Folgen eines Schlaganfalls starb. Sein Grab befindet sich auf dem Laurentius-Friedhof.
Zu seinen Assistenten in Halle gehörte 1898 bis 1890 der Dermatologe Karl Zieler.
Am 19. Juli 1901 (Matrikel-Nr. 3148) wurde er zum Mitglied der Deutschen Akademie der Naturforscher Leopoldina gewählt. Die Bayerische Akademie der Wissenschaften ernannte ihn 1911 zu ihrem korrespondierenden Mitglied. 1916 wurde er auch korrespondierendes Mitglied der Preußischen Akademie der Wissenschaften. Die Königliche Akademie von Belgien nahm ihn im Dezember 1903 als assoziiertes Mitglied auf; im Februar 1919 wurde er aus der Mitgliederliste gestrichen. 1924 wurde er in die National Academy of Sciences gewählt. 1909 erhielt er die Ehrendoktorwürde der Universität Leipzig.

## Leistungen als Entwicklungsbiologe
Berühmt wurde Roux durch die 1882 begonnenen Experimente am Froschei bzw. dem sich entwickelnden Froschkeim. Auf ihnen gründet das Programm einer Entwicklungsmechanik des Embryo (1885). Für diesen neuen biologischen Wissenschaftszweig gab Roux selbst mehrere Definitionen, die einmal (als experimentelle Entwicklungsmechanik) stärker mechanistisch ausgerichtet waren, zum anderen die spezifisch biotischen Lebensleistungen in den Mittelpunkt rückten.
Dennoch gilt Roux in der Biologiegeschichte als typischer Vertreter des Mechanizismus, was zumindest ungenau ist.
Im Jahr 1887 stellte Roux erstmals Hemiembryonen vor, das heißt typische halbe Froschlarven, die er durch das Abtöten einer der beiden ersten Tochterzellen des Froschkeimes erhielt. Entwicklung ist danach eine mit der ersten Furchungsteilung einsetzende gleichmäßige Verteilung der Keimqualitäten auf die künftigen Organe (Mosaikenentwicklung), was mit seiner Deutung der Kernteilungsfiguren korrespondierte. Doch das blieb nicht Roux letztes Wort, denn einige seiner Hemiembryonen zeigten typische regenerative Effekte; der Hemiembryo komplettierte sich, was Roux durch die Hypothese eines Reserveidioplasmas, das bei jeder Zellteilung an jede Tochterzelle mitgegeben werde, zu erklären suchte.
1891 erhielt Hans Driesch mit Seeigeleiern aus den im Zweizellenstadium halbierten Keimen vorwiegend sofort Ganzbildungen, womit Roux Theorie der ontogenetischen Entwicklung erschüttert war. Die Klärung der Differenz der Ergebnisse von Roux und Driesch gelang erst wesentlich später, aufbauend auf den Arbeiten von Theodor Boveri, Alexander Gurwitsch und Paul Alfred Weiss sowie durch die biochemische und genetisch-molekularbiologische moderne Forschung. Roux wissenschaftlicher Lebensweg war fortan durch die Kontroversen mit Driesch und Oskar Hertwig bestimmt, was jedoch für die Propagierung der Entwicklungsmechanik, die auch als Entwicklungsphysiologie bezeichnet wurde, sehr förderlich war.
1893 legte Roux Gewebskulturen an. Im Herbst 1894 gründete Roux das Archiv für Entwicklungsmechanik der Organismen, welches unter mehrfach wechselndem Namen bis heute erscheint.
Die Bedeutung Roux für die Biologie besteht in der Begründung eines experimentellen biologischen Konzepts. Damit wurde sein Werk zum Ausgangspunkt der modernen Biologie.
Das Werk von Wilhelm Roux wurde von O. Fischer, Rudolf Fick und Hans Strasser weiterentwickelt und fand zudem Aufnahme in die Arbeiten von Hermann Braus und dessen Schülern Curt Elze und Hans Petersen. Auf diese Weise wurde Roux auch zu einem der Wegbereiter der modernen Orthopädie.

## Schriften (Auswahl)
- Der Kampf der Teile im Organismus. Wilhelm Engelmann, Leipzig 1881 (Archive)
- Ueber die Bedeutung der Kerntheilungsfiguren. Wilhelm Engelmann, Leipzig 1883 (Archive)
- Ueber die Zeit der Bestimmung der Hauptrichtungen des Froschembryo. Wilhelm Engelmann, Leipzig 1883 (Archive)
- Gesammelte Abhandlungen über Entwicklungsmechanik der Organismen. 2 Bände. Wilhelm Engelmann, Leipzig 1895. Erster Band (Archive), Zweiter Band (Archive).
- Programm und Forschungsmethoden der Entwickelungsmechanik der Organismen. Wilhelm Engelmann, Leipzig 1897 (Archive)
- Über die Selbstregulation der Lebewesen. Archiv für Entwicklungsmechanik der Organismen, Band VIII, Heft 4, Wilhelm Engelmann, Leipzig 1902 (Archive)
- mit Carl Correns, Alfred Fischel und Ernst Küster: Terminologie der Entwicklungsmechanik der Tiere und Pflanzen. Wilhelm Engelmann, Leipzig 1912 (Archive)
- Wilhelm Roux [Intellektuelle Autobiographie]. In: Die Medizin der Gegenwart in Selbstdarstellungen, hrsg. v. L. R. Grote. Leipzig 1923, S. 141–206.